# Lillian Zuckerman
Lillian Zuckerman, född 16 september 1916 i Baltimore, Maryland, död 11 oktober 2004 i Miami, Florida, var en amerikansk skådespelare.

## Fotnoter
1. 1 2  Internet Movie Database, IMDb-ID: nm0958434co0047972, läst: 10 januari 2016.[källa från Wikidata]
2. ↑  läs online, Internet Movie Database .[källa från Wikidata]
3. ↑  Find a Grave, läs online, läst: 30 augusti 2019.[källa från Wikidata]